# Trosteaneț, Kaniv
Trosteaneț (în ucraineană Тростянець) este o comună în raionul Kaniv, regiunea Cerkasî, Ucraina, formată numai din satul de reședință.

## Demografie
Componența lingvistică a comunei Trosteaneț
     Ucraineană (96,43%)
     Rusă (3,57%)
Conform recensământului din 2001, majoritatea populației comunei Trosteaneț era vorbitoare de ucraineană (96,43%), existând în minoritate și vorbitori de rusă (3,57%).